# Liste der niedersächsischen Ministerpräsidenten
Die Liste der Niedersächsischen Ministerpräsidenten gibt alle Ministerpräsidenten seit der Gründung des Landes Niedersachsen am 1. November 1946 an.
| Ministerpräsident | Ministerpräsident                | Partei | Kabinett | Regierungsparteien                                                                          | Amtszeit  | Länge der Amtszeit                                           |
| ----------------- | -------------------------------- | ------ | --- | ------------------------------------------------------------------------------------------- | --------- | ------------------------------------------------------------ |
|                   | Hinrich Wilhelm Kopf (1893–1961) | SPD    | Kopf I (1946–1947) Kopf II (1947–1948) Kopf III (1948–1951) Kopf IV (1951–1955)                                        | SPD, CDU, FDP, NLP, KPD SPD, CDU, FDP, DP, Zentrum, KPD SPD, CDU, Zentrum SPD, BHE, Zentrum | 1946–1955 | 8 Jahre, 6 Monate, 1 Tag (3104 Tage)                         |
|                   | Heinrich Hellwege (1908–1991)    | DP     | Hellwege I (1955–1957) Hellwege II (1957–1959)                                                                         | DP, CDU, GB/BHE, FDP DP, SPD, CDU                                                           | 1955–1959 | 3 Jahre, 11 Monate, 10 Tage (1440 Tage)                      |
|                   | Hinrich Wilhelm Kopf (1893–1961) | SPD    | Kopf V (1959–1961) | SPD, FDP, GB/BHE                                                                            | 1959–1961 | 2 Jahre, 7 Monate, 10 Tage (954 Tage) (Insgesamt: 4058 Tage) |
|                   | Georg Diederichs (1900–1983)     | SPD    | Diederichs I (1961–1963) Diederichs II (1963–1965) Diederichs III(1965–1967) Diederichs IV (1967–1970)                 | SPD, FDP, GB/BHE SPD, FDP SPD, CDU                                                          | 1961–1970 | 8 Jahre, 6 Monate, 9 Tage (3111 Tage)                        |
|                   | Alfred Kubel (1909–1999)         | SPD    | Kubel I (1970–1974) Kubel II (1974–1976)                                                                               | SPD SPD, FDP                                                                                | 1970–1976 | 5 Jahre, 6 Monate, 7 Tage (2017 Tage)                        |
|                   | Ernst Albrecht (1930–2014)       | CDU    | Albrecht I (1976–1977) Albrecht II (1977–1978) Albrecht III (1978–1982) Albrecht IV (1982–1986) Albrecht V (1986–1990) | CDU CDU, FDP CDU CDU, FDP                                                                   | 1976–1990 | 14 Jahre, 5 Monate, 6 Tage (5271 Tage)                       |
|                   | Gerhard Schröder (* 1944)        | SPD    | Schröder I (1990–1994) Schröder II (1994–1998) Schröder III (1998)                                                     | SPD, Bündnis 90/Die Grünen SPD                                                              | 1990–1998 | 8 Jahre, 4 Monate, 6 Tage (3050 Tage)                        |
|                   | Gerhard Glogowski (* 1943)       | SPD    | Glogowski (1998–1999)                                                                                                  | SPD                                                                                         | 1998–1999 | 1 Jahr, 1 Monat, 16 Tage (413 Tage)                          |
|                   | Sigmar Gabriel (* 1959)          | SPD    | Gabriel (1999–2003) | SPD                                                                                         | 1999–2003 | 3 Jahre, 2 Monate, 19 Tage (1175 Tage)                       |
|                   | Christian Wulff (* 1959)         | CDU    | Wulff I (2003–2008) Wulff II (2008–2010)                                                                               | CDU, FDP                                                                                    | 2003–2010 | 7 Jahre, 3 Monate, 26 Tage (2675 Tage)                       |
|                   | David McAllister (* 1971)        | CDU    | McAllister (2010–2013)                                                                                                 | CDU, FDP                                                                                    | 2010–2013 | 2 Jahre, 7 Monate, 18 Tage (965 Tage)                        |
|                   | Stephan Weil (* 1958)            | SPD    | Weil I (2013–2017) Weil II (2017–2022) Weil III (2022–2025)                                                            | SPD, Bündnis 90/Die Grünen SPD, CDU SPD, Bündnis 90/Die Grünen                              | 2013–2025 | 12 Jahre, 3 Monate, 1 Tag (4472 Tage)                        |
|                   | Olaf Lies (* 1967)               | SPD    | Lies (seit 2025) | SPD, Bündnis 90/Die Grünen                                                                  | seit 2025 | 43 Tage (43 Tage)                                            |